# Disney Channel
Disney Channel és un canal de televisió per cable propietat de Disney Branded Television, una unitat de The Walt Disney Company. La programació de la cadena està destinada especialment a un públic infantil i adolescent. La seva primera emissió va ser el dia 18 d'abril de 1983. La versió per a Llatinoamèrica va començar les seves emissions en 2000 com canal premium.El canal es troba en sistema de cable de l'Argentina, Brasil, Xile, Colòmbia, Equador, Guatemala, Mèxic, Panamà, Perú, República Dominicana, Veneçuela, entre d'altres. En 2004, es va convertir en canal bàsic. Actualment, el senyal s'emet des del complex de The Walt Disney Company Llatinoamèrica, situat en Malaver 550, Vicente López, Buenos Aires, Argentina, encara que posseïx oficines en Miami, Nova York, Ciutat de Mèxic, Bogotà i Sao Paulo. Finalitzà les emissions en territori espanyol el 6 de gener de 2025 a les 23:59 hores.

## Història

### 24 anys de trajectòria
El canal va iniciar les seves transmissions el 18 d'abril de 1983 a les 7.00 AM en el canal per cable Premium amb un episodi de Good Morning, Mickey, seguit per un capítol de Donald Duck Presents. El canal també va publicar una revista complementària,The Disney Channel Magazine.Des dels seus inicis fins a Desembre de 1986 era un canal programat per a 18 hores; entre les 7.00 am i la 1.00 am, des de llavors i durant el següent any es va convertir en un canal de retransmissió les 24 hores del dia. El seu primer logotip era una pantalla de barres blaves, amb una cara de Mickey Mouse, el nom: The Disney Channel, en lletres majúscules blaves, estava sota el logotip. Disney Channel va utilitzar aquest logotip del 18 d'abril de 1983 al 3 d'abril de 1986. Ja al 1986, Disney Channel va deixar de banda la programació antiga i a poc a poc va ser complementant la seva programació amb nous shows en la seva majoria basats d'en personatges de pel·lícules d'aquests anys. Una de les primeres sèries animades a debutar al 1987 va ser DuckTales. Al llarg d'aquell període també es van estrenar altres sèries com Bonkers, L'Ànec Darkwing, La Tropa Goofy, La Sirenita, Les Noves Aventures de Winnie Pooh i Chip 'n Dale: Rescue Rangers. Al 1989 el canal va estrenar The All-New Mickey Mouse Club, un programa musical conformat per nens, alguns d'ells celebritats actuals com Britney Spears, Cristina Aguilera i Justin Timberlake, Keri Russell i Ryan Gosling.

## Canvi
El 1997, la programació de Disney va canviar per complet. A partir d'aleshores es van començar a incloure sèries dirigides també a adolescents. Entre 1997 i 1999 van debutar sèries com Flash Forward, El Famós Jett Jackson i Quin Rar, un dels millors llançaments de Disney Channel. Durant aquests 3 anys, Disney va fer desaparèixer el logotip de la pantalla, i va crear els Zoog Disney. Aquest ja 3r logotip o 1r Zoog consistia en una cara quadrada de Mickey Mouse, i duia una imatge de Mickey Mouse dels anys 1930, amb el nom del canal. Aquest es va usar des del 20 de maig de 1997 fins al 8 de setembre de 2002. El 1997 es va estrenar la primera Pel·lícula Original de Disney Channel, Llums Del Nord. A aquesta pel·lícula li seguirien més estrenes, com Brink!, Zenon: La Noia del Segle 21º i Johnny Tsunami.Al gener d'aquest mateix any, Disney Channel passava de la TV premium al cable bàsic, canvi que no es produiria a Llatinoamèrica fins al 2004. Al 1998 es va estrenar el primer bloc més durador de Disney, Playhouse Disney, un bloc de TV dirigit a un públic d'edat preescolar, però que va tenir tanta fama en alguns llocs, com Regne Unit, que fins i tot es va crear un senyal germà.

## El nou Disney Channel
Entre 1999 i el 2002, la nova imatge de Disney seria aviat molt famosa, i s'estrenarien noves sèries. Després de l'èxit de grans sèries, com Quines Rar, es van estrenar Mà a mà, Lizzie McGuire i sèries animades com Kim Possible, La Família Proud, i noves produccions originals de Disney, DCOM (Pel·lícula Original de Disney Channel), com La Cadete Kelly, La Sort de l'Irlandès i Halloweentown. Disney ara tenia un 2º logotip Zoog, color morat, variant de la imatge de Mickey dels '30.

## Rellançament
El gener de 2002, Disney Channel va remodelar la seva imatge una vegada més. En primer lloc, la marca "Zoog" es va reduir progressivament; Després, el 9 de setembre de 2002, la programació clàssica englobada en "Vault" va ser suspesa. El canal no només va patir aquestes modificacions, ja que es va reduir el contingut de cinema, i es va passar de crear sèries més còmiques, a sèries d'acció d'animació.
El 2004, Anne Sweeney, un veterana executiva del cable, va prendre el control de Disney-ABC Television Group a 2004 i va aconseguir grans guanys de Canal, sobretot basant-se en el llançament d'estrelles adolescents de la música, l'estil i imatge van ser acuradament dirigides als públics preadolescents i adolescents.
Si bé el canal estava enfocat als nens d'edat preescolar (secció Playhouse Disney) i els preadolescents i adolescents, el canal va guanyar popularitat en aquests anys entre altres sectors d'audiència. El canal va ser conegut per les seves Sèries Originals i les seves estrelles mediàtiques, i pas a ser un dels canals més vistos de la televisió per cable, tenint algunes sèries entre quatre i sis milions d'espectadors, superiors a vegades, a algunes cadenes en obert.
El 2003, Disney Channel va llançar la seva primera pel·lícula musical de la història de Disney Channel, cridada The Cheetah Girls, que va tenir 84 milions de televidents a tot el món. Més tard van sorgir spin-off d'aquesta pel·lícula, així com altres de gran èxit com High School Musical i Hannah Montana. El 2005, That 's So Raven es va convertir en la sèrie més vista de la televisió per cable, així com la més longeva de Disney Channel, a l'superar els 65 episodis (va arribar fins als 100) i la primera a generar un spin-off.
El 2007, Disney Channel va remodelar el seu aspecte. El logotip, en lloc de rebotar per la pantalla, es va convertir en una cinta arremolinant fins a formar el logotip. També el fons es va convertir en una esfera de l'astronomia. Aquest mateix any, es va començar a reduir el nombre de pel·lícules originals, limitant-se a quatre a l'any, juntament amb dues sèries originals. La més famosa va ser High School Musical 2 amb 17,2 milions d'espectadors.
El 2008 es va estrenar Camp Rock i al mateix any diverses sèries com Brian O'Brian i The Suite Life on Deck, el spin-off de Zack i Cody, a més de noves pel·lícules originals, com: The Cheetah Girls: One World que va ser estrenada el 22 d'agost del 2008.
El 2009 es van llançar nous programes com Sonny With A Chance, la primera sèrie en alta definició, protagonitzada per Demi Lovato i Jonas protagonitzada pels Jonas Brothers al maig de 2009.

## Programació

### Playhouse Disney
Programació per a nens en edat de preescolar. Mentre s'emeten els programes, en els talls publicitaris s'emet una programació original de Disney Channel en la qual dos conductors (diferents en cada zona) llegixen contes als nens, canten, fan treballs manuals, cuinen i juguen.
Els programes que es transmeten en el bloc són:
- Stanley
- Los Doodlebops
- Mini Einsteins
- El Circo De JoJo
- The Wiggles
- Los héroes de la ciudad
- Bear en la gran Casa Azul
- Manny a la obra
- La casa de Mickey Mouse
- Jhonny y las Hadas
- Mis amigos Tigger y Pooh

### Zapping Zone
A diferència d'unes altres dels seus senyals al voltant del món, Disney Channel de Llatinoamèrica té en el seu horari estel·lar una producció original del canal anomenada Zapping Zone. Un programa de dues hores en la zona nord i dues hores i mitja en la zona sud. En ell es mostren els shows més populars del moment. El programa és conduït per Carla, Roger i Vane per aa Llatinoamèrica (Veneçuela, Centreamèrica, El Carib, República Dominicana, Mèxic, Colòmbia, Equador, etc.), per Car, Dani i Fede en Zona Sud (Argentina, Xile, Perú, Bolívia, Paraguai, Uruguai) i per Junior i Fabi para Brasil. La zona nord té 3 sèries de base que són:
- Cory en la Casa Blanca (Des de l'11 de juny del 2007)
- Zack i Cody: Bessons en Acció (Des de 2005)
- Hannah Montana (Des de Novembre 2006)

La zona sud té 5 sèries de base que són:
- Cory En La Casa Blanca (Des de maig del 2007)
- Per què a mi? (Des d'abril del 2007)
- Hannah Montana (Des de novembre del 2006)
- Ara Zack i Cody: Bessons en Acció s'emet en Les meves Nits Disney, després de l'espai de cinema "El meravellós món de Disney".

## Pel·lícules originals de Disney Channel
Algunes d'elles són: 
- Radio Rebel
- Jump In!
- High School Musical
- High School Musical 2
- Camp Rock
- Descendants

## Estrelles de Disney Channel
- Bridgit Mendler
- Olivia Holt
- Jason Dolley
- Bradley Steven Perry
- Bella Thorne
- Zendaya
- Davis Cleveland
- Roshon Fegan
- Adam Irigoyen
- Kenton Duty
- Caroline Sunshine
- Ainsley Bailey
- China Anne McClain
- Stefanie Scott
- Sierra McCormick
- Jake Short
- Carlon Jeffery
- Debby Ryan
- Peyton List
- Cameron Boyce
- Karan Brar
- Skai Jackson
- Ross Lynch
- Laura Marano
- Calum Worty
- Raini Rodriguez

## Logotips
- 1983-1997: és un quadre rodó amb les línies horitzontals amb el logo de Mickey i en la part de baix the Disney Channel.
- 1997-2002: és un quadre amb les orelles de Mickey i dins l'antic dibuix de Mickey Mouse com ballant i en la part mitjana es diu Disney.
- 2002-2006: és un logotip de color blau amb el logotip de les orelles de Mickey i en la part de baix diu Disney Channel.
- 2006-2010: és el mateix logo però aquesta vegada transparent / també hi ha un altre que posa Disney Channel Original.
- 2010-2014: és el mateix logo però aquesta vegada està dins d'un requadre com una pantalla de televisió i segueix sent transparent, però una mica més petit.
- 2014-2019: és un nou logotip que consta només de la signatura clàssica de Disney, on les orelles de Mickey apareixen sobre de el punt de la lletra "i", i baix de Disney, es manté la paraula Channel, en un nou estil tipogràfic, i està vorejat en color blau.
- 2019-present: és un logotip que és visualment igual que l'anterior però s'intercalen colors, com ara el morat, blau o verd.

## Serveis relacionats
- Disney Channel HD - Disney Channel HD és un feed de Disney Channel que transmet en alta definició i s'emet en el format 720p de resolució. El feed començar a transmetre el 19 de març de 2008. Des de l'any 2009, la major part de la programació original de canal es produeix i emet en alta definició, juntament amb alguns films, pel·lícules originals de Disney Channel que es van fer després de 2005 i episodis selectes, pel·lícules i sèries produïdes abans de 2009.
- Disney Channel On Demand - Disney Channel On Demand és un servei de vídeo sota demanda de canal, que ofereix episodis de sèries originals de canal i la programació de Disney Junior, juntament amb les pel·lícules originals seleccionats i característiques darrere de les escenes per cable digital i els proveïdors d'IPTV.
- WATCH Disney Channel - WATCH Disney Channel és un lloc web per ordinador d'escriptori, així com una aplicació per a telèfons intel·ligents i tauletes que permet als subscriptors de proveïdors de cable i satèl·lit que participen (com Comcast Xfinity i Cox Communications) per veure en viu de la programació de Disney Channel en els ordinadors i els dispositius mòbils - els abonats estan obligats a utilitzar codis de verificació subministrats pels proveïdors de cable participants per tal d'accedir a la transmissió en viu.